# 그레이시 오토
그레이시 오토(Gracie Otto, 1987년 5월 23일 ~ )는 오스트레일리아의 배우이다.

## 출연 작품
- 언더 더 볼케이노 (2020)
- 데저트 대쉬 (2018)
- 라스트 임프레사리오 (2013)
- Lbf (2011)
- 심스트리스 (2010)
- 쓰리 블라인드 마이스 (2008)